# Zygonyx regisalberti
Zygonyx regisalberti е вид водно конче от семейство Libellulidae. Видът не е застрашен от изчезване.

## Разпространение
Разпространен е в Ангола, Демократична република Конго, Камерун, Танзания и Уганда.